# Studiemotiverande folkhögskolekurs
Studiemotiverande folkhögskolekurs, SMF, är en kursform på folkhögskola som man kan läsa om man är ung och arbetssökande. Med ung menas "under 25 år" och dessutom ska man sakna slutbetyg från grund- eller gymnasieskolan. Från januari 2013 är också personer äldre än 25 år välkomna att söka till kursformen. De måste då vara med i Jobb- och utvecklingsgarantin.
På en studiemotiverande folkhögskolekurs får man under tre månader prova på hur det kan vara att studera som vuxen. Kursens upplägg varierar beroende på den enskilda folkhögskolans inriktning och deltagarnas önskemål. Syftet med studiemotiverande folkhögskolekurs är att underlätta och motivera personer att slutföra studier och öka chanser till jobb.